# Sabine Grüsser-Sinopoli
Sabine Miriam Grüsser-Sinopoli (geb. Grüsser; * 29. Dezember 1964 in Berlin; † 3. Januar 2008 in Mainz) war Professorin für Medizinische Psychologie und Medizinische Soziologie. Sie forschte vor allem im Bereich der nicht stoffgebundenen Sucht  sowie zur weiblichen Sexualität.

## Leben
Sabine Grüsser-Sinopoli – Tochter des Neurophysiologen Otto-Joachim Grüsser – besuchte in Berlin die Mühlenau-Grundschule und die Dreilinden-Oberschule. Nach dem Abitur studierte sie an der Freien Universität Berlin die Fachgebiete Ethnologie, Psychologie, Ur- und Frühgeschichte sowie Humanmedizin. Ihr Studium beendete sie 1993. Anschließend war sie als wissenschaftliche Mitarbeiterin am Institute for the Study of Drug Dependence in London tätig. 1994 ging sie als wissenschaftliche Angestellte an die Humboldt-Universität zu Berlin. Dort promovierte sie 1997 über den Zusammenhang von perzeptuellen Phänomenen und kortikaler Reorganisation bei unilateraler Armamputation.
1998 wurde sie Assistentin von Professorin Herta Flor am Lehrstuhl für Klinische Psychologie und begann eine verhaltenstherapeutische Ausbildung zur Suchttherapeutin, welche sie 2001 abschloss. Im Jahr 2000 gründete und leitete Grüsser-Sinopoli die Interdisziplinäre Suchtforschungsgruppe Berlin. 2003 ging sie an die Charité zum Institut für Medizinische Psychologie, wo sie ebenfalls als Hochschulassistentin und ab 2004 zugleich als Stellvertreterin des geschäftsführenden Institutsdirektors Hans Peter Rosemeier tätig war. 2006 habilitierte sich Sabine Grüsser-Sinopoli über Lerntheoretische Erklärungsansätze zur Entstehung und Aufrechterhaltung von abhängigem Verhalten. Durch ihre Arbeit wurde sie zu einer führenden Expertin im Bereich der nicht stoffgebundenen Suchterkrankungen. Hierzu zählt beispielsweise auch die Computerspiel- und Internetabhängigkeit. Am 1. Oktober 2007 folgte sie einem Ruf der Johannes Gutenberg-Universität Mainz an den Lehrstuhl für Medizinische Psychologie und Medizinische Soziologie der Klinik für Psychosomatische Medizin und Psychotherapie.
Am 3. Januar 2008 starb sie überraschend, möglicherweise an Grippe. Sabine Grüsser-Sinopoli war verheiratet und hatte einen Sohn.

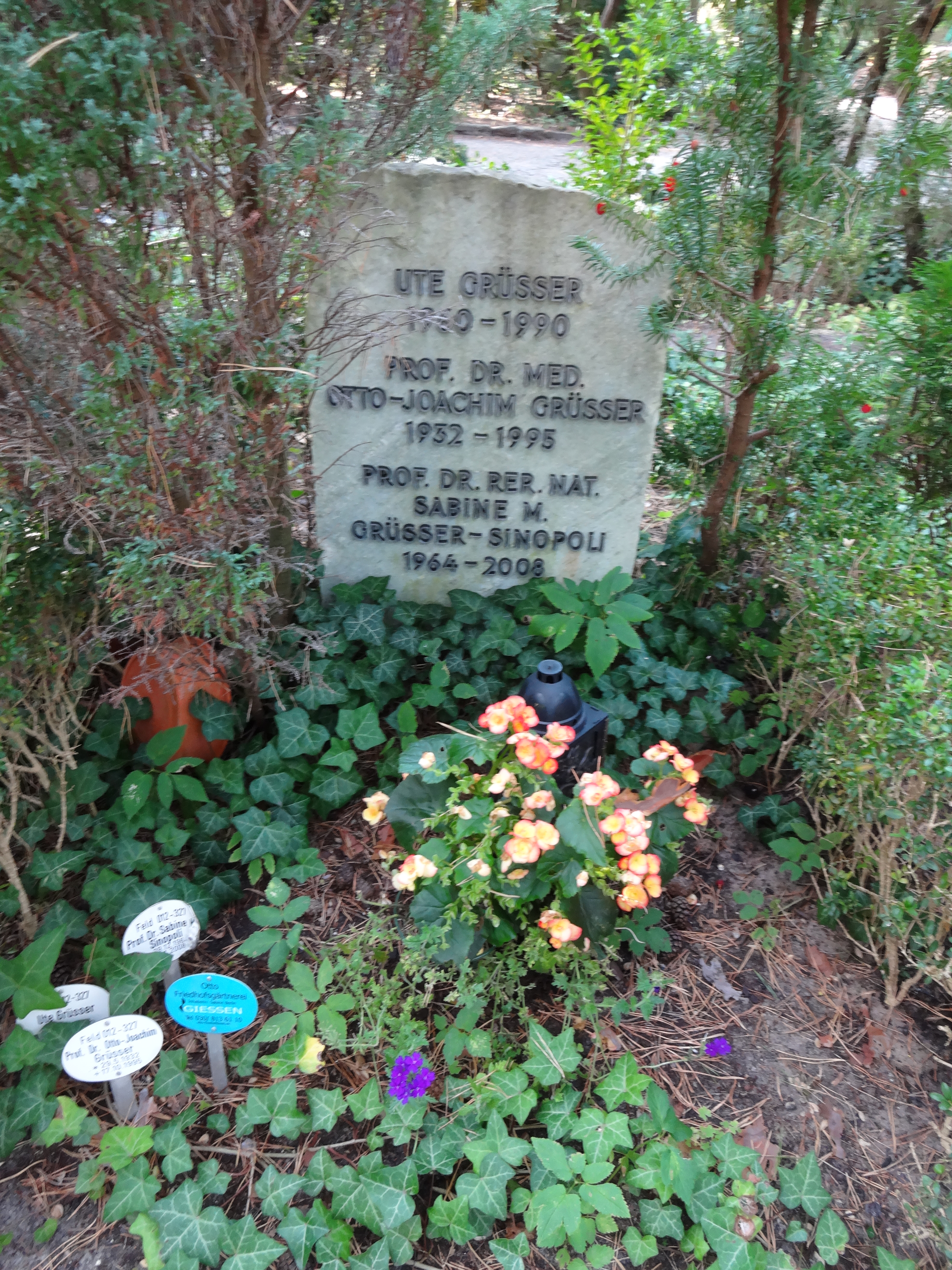
Grabstätte

Sie ist mit ihrem Vater auf dem Waldfriedhof Dahlem bestattet.

## Namensgebung
Die Deutsche Gesellschaft für Medizinische Psychologie (DGMP) hat im Jahr 2012 für den wissenschaftlichen Nachwuchs einen Preis ausgelobt, der nach Sabine Grüsser-Sinopoli benannt ist. Der Preis wurde erstmals im September 2012 auf dem Kongress der DGMP verliehen.

## Werke
- Zusammenhang von perzeptuellen Phänomenen und kortikaler Reorganisation bei unilateral Armamputierten; Berlin 1997
- Lerntheoretischer Erklärungsansatz zur Entstehung und Aufrechterhaltung von abhängigem Verhalten. Empirische Erhebungen des Verlangens; Berlin 2005
- Computerspielsüchtig? Rat und Hilfe; zusammen mit Ralf Thalemann; Bern: Huber, 2006, ISBN 3-456-84325-9
- Verhaltenssucht. Diagnostik, Therapie, Forschung; zusammen mit Carolin N. Thalemann; Bern: Huber, 2006, ISBN 3-456-84250-3
- Rien ne va plus – wenn Glücksspiele Leiden schaffen; zusammen mit Ulrike Albrecht; Bern: Huber, 2007, ISBN 978-3-456-84381-0
- Glücksspiel in Deutschland – Ökonomie, Recht, Sucht; zusammen mit Ihno Gebhardt (Hrsg.); Berlin: de Gruyter, 2008; ISBN 978-3-89949-317-7